# 傑米·麥肯齊
傑米·麥肯齊（英語：Jamie Mackenzie；1989年2月28日—）是一位加拿大橄欖球運動員。他是加拿大國家橄欖球隊的一員，代表加拿大參加了2011年
和2015年世界盃橄欖球賽。